# Bohumil Laušman
Bohumil Laušman (30 août 1903, Žumberk – 9 mai 1963, Praha-Ruzyně) est un homme politique social-démocrate tchèque. Il est exilé après 1948, puis arrêté et emprisonné par le régime communiste.

## Biographie
Dès sa jeunesse, Bohumil Laušman est politiquement actif au sein du parti ouvrier social-démocrate et des mouvements qui lui sont associés. Aux élections de 1935 (en), il est élu député à l'Assemblée nationale. Il a officiellement gardé son siège jusqu'à la suppression du parlement, le 21 mars 1939. Après l'occupation allemande, il est parti en exil en Occident et a pris part aux réunions du Conseil d'État tchécoslovaque (cs) à Londres. Il a participé au soulèvement national slovaque en 1944. En mars 1945, il prend part aux conférences de Moscou au cours desquelles ont été négociés la composition et le programme du Front national tchécoslovaque (en). Après la guerre, il a été membre du bureau politique de la Social-démocratie tchécoslovaque de 1945 à 1948. Dans les années 1945-1946, il a été député de l'Assemblée nationale provisoire (en) et dans les années 1946-1948 député de l'Assemblée nationale constituante (en). Il y est resté jusqu'aux élections parlementaires de l'année 1948 (en),.
Il a occupé également des postes gouvernementaux. Il a été ministre de l'Industrie de 1945 à 1947 dans le 1er et le 2d gouvernement de Zdeněk Fierlinger ainsi que dans le premier gouvernement (cs) de Klement Gottwald. En 1947, il a été élu président de la Social-démocratie tchécoslovaque. 
Il lui a été parfois reproché, notamment par ses adversaires politiques, d'avoir contribué indirectement à la prise du pouvoir par les communistes (coup de Prague). En effet, comme Jan Masaryk, il démissionne avec les autres ministres non-communistes.
Il devient par la suite vice-président du second gouvernement (en) de Klement Gottwald. En juin de la même année, il quitte la politique. Il se retire en Slovaquie, où il devient directeur de la Compagnie d'électricité slovaque à Bratislava.
En 1949, il tente d'émigrer en Allemagne de l'Ouest avec toute sa famille. Son épouse Julie, ainsi que leurs filles, Olga et Věra, avec son fiancé, Miroslav Kapek, sont arrêtés à la frontière et emprisonnés. Bohumil Laušman réussit à s'évader et s'installe en Autriche. En 1953, il est enlevé par des agents de la Sécurité d'État (StB) et ramené en Tchécoslovaquie, où il est d'abord interné au château de Blažkov (cs), puis condamné à 17 ans de prison. Il décède dans des circonstances non-élucidées à la Prison de Ruzyně (en), le jour où il devait être libéré, le 9 mai 1963, dans le cadre d'une amnistie générale. Selon le transfuge Josef Frolík (en), son décès serait survenu après que la StB eût testé sur lui une drogue hallucinogène. Son cœur, affaibli par une décennie d'emprisonnement, ne l'aurait pas supporté.